# 库尔伯韦耶
库尔伯韦耶（法語：Courbeveille，法語發音：[kuʁbəvɛj]）是法国马耶讷省的一个市镇，位于该省中南部偏西，属于拉瓦勒区。

## 地理
库尔伯韦耶（47°59'34"N, 0°53'14"W）面积18.02 平方千米，位于法国卢瓦尔河地区大区马耶讷省，该省份为法国西北部内陆省份，北起芒什省和奧恩省，西接伊勒-维莱讷省，南至曼恩-卢瓦尔省，东临萨尔特省。
与库尔伯韦耶接壤的市镇（或旧市镇、城区）包括：阿于耶、阿斯蒂耶、科塞勒维维安、蒙让。

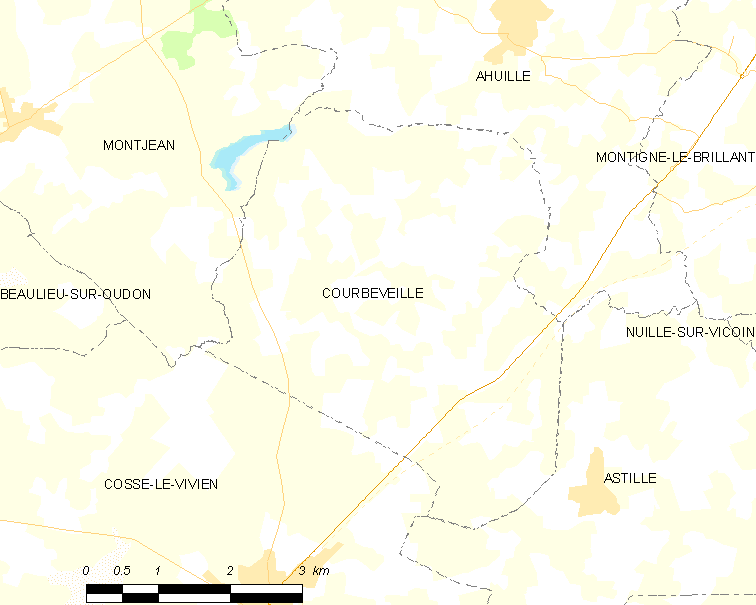
库尔伯韦耶的OSM定位图

库尔伯韦耶的时区为UTC+01:00、UTC+02:00（夏令时）。

## 行政
库尔伯韦耶的邮政编码为53230，INSEE市镇编码为53082。

## 政治
库尔伯韦耶所属的省级选区为科塞勒维维安县。

## 人口

1962-2008年间库尔伯韦耶人口变化图示

库尔伯韦耶于2022年1月1日时的人口数量为633人。